# Aranés
El aranés (autoglotónimo: aranés) es el glotónimo que recibe la variedad de la lengua occitana hablada en la comarca española del Valle de Arán (Lérida), con estatus de cooficialidad en toda Cataluña. Se trata de una variedad gascona del idioma occitano.

## Aspectos históricos, sociales y culturales

### Estatus
Según la ley aprobada en el Parlamento de Cataluña el 22 de septiembre de 2010, el aranés se convierte no solo en lengua cooficial en el Valle de Arán sino en toda Cataluña, siendo de uso preferente en sus territorios naturales (Valle de Arán).
El Estatuto de Autonomía de Cataluña de 2006 establece que La lengua occitana, denominada aranés en Arán, es la lengua propia de este territorio y es oficial en Cataluña, de acuerdo con lo establecido por el presente Estatuto y las leyes de normalización lingüística. (artículo 6.5 ).
El Estatuto de Autonomía de Cataluña de 1979 ya establecía que El habla aranesa sería objeto de enseñanza y protección (artículo 3.º).
El aranés es enseñado en todos los niveles de la enseñanza obligatoria y también se utiliza como lengua vehicular de la enseñanza en el Valle de Arán desde 1984. La Ley 16/1990, de 13 de julio, sobre el régimen especial del Valle de Arán, que otorga al Valle un régimen de autonomía administrativa, reconoce la adscripción del aranés a la lengua occitana y establece que El aranés, modalidad de la lengua occitana y propia de Arán, es oficial en el Valle de Arán.
Desde la entrada en vigor del estatuto de autonomía de 2006, el aranés es idioma cooficial en Cataluña, junto con el catalán y el castellano, y la lengua de uso del Consejo General de Arán (Conselh Generau d'Aran) y de los ayuntamientos del Valle de Arán.
El Valle de Arán es el único territorio de todo el dominio lingüístico de Occitania donde el occitano tiene un reconocimiento oficial y protección institucional.
El 14 de enero de 1983 la Generalidad de Cataluña adoptó las Nòrmes Ortogràfiques der Aranés (publicadas en 1982) como ortografía oficial para el aranés. En 1999, el Consejo General de Arán aprobó las nuevas Nòrmes Ortogràfiques der Aranés, que siguen las últimas modificaciones adoptadas por el Consejo de la Lengua Occitana para todo el dominio lingüístico occitano. Ambas normas recogen las convenciones ortográficas para el gascón establecidas por el Instituto de Estudios Occitanos y, posteriormente, por el Consejo de la Lengua Occitana. De esta forma, la ortografía del aranés es la misma que la del resto de dialectos occitanos, de forma que permite su participación en el fenómeno de recuperación de la lengua occitana.
Aunque los topónimos de Cataluña tienen como única forma oficial la catalana, los topónimos del Valle de Arán tienen como forma oficial la aranesa (según la Ley 1/1998 de política lingüística). Así, los indicadores de los pueblos y los nombres de sus calles están escritos en aranés. Desde mayo de 2001 existe una normativa oficial del Consejo General de Arán que regula el sistema de certificación de los distintos niveles de conocimiento del aranés.
|                                    | Castellano | Aranés | Catalán | Otros |
| ---------------------------------- | ---------- | ------ | ------- | ----- |
| Lengua materna                     | 38,8 %     | 34,2 % | 19,4 %  | 7,6 % |
| En el hogar (de forma exclusiva)   | 35,3 %     | 25,8 % | 13,0 %  |       |
| En el hogar (con otras lenguas)    | 50,7 %     | 40,3 % | 24,6 %  | 3,8 % |
| En el trabajo (de forma exclusiva) | 30,8 %     | 9,2 %  | 7,9 %   |       |
| En el trabajo (con otras lenguas)  | 63,1 %     | 34,6 % | 43,9 %  | 1,8 % |

Hay pocas ediciones en esta lengua. Sobresale una publicación semanal dentro del diario Avui.

### Uso lingüístico
El aranés es la lengua materna del 34,2 % de la población del Valle de Arán. Es la segunda lengua más utilizada en el valle, tras el castellano, que es la lengua materna del 38,8 % de la población, y por delante del catalán, que es la lengua materna del 19,4 %, según los datos del censo de 2001. El aranés es la lengua materna de 2.785 personas, según esta misma fuente.
En el hogar, el castellano es utilizado de forma exclusiva por el 35,3 % de la población del valle, el aranés por el 25,8 % y el catalán por el 13,0 %. Además, el aranés es utilizado en casa con otra lengua por el 14,5 % de la población; por tanto, el aranés es utilizado en casa (de forma exclusiva o en situación de bilingüismo) por el 40,3 % de los habitantes del valle, mientras que el castellano lo es por el 50,7 % y el catalán por 24,6 %.
En el trabajo, el castellano es utilizado de forma exclusiva por el 30,8 % de la población del valle, el aranés por el 9,2 % y el catalán por el 7,4 %. Además, el aranés es utilizado en el trabajo con otra lengua por el 25,4 % de la población; por tanto, el aranés es utilizado en el trabajo (de forma exclusiva o en situación de bi- o multilingüismo) por el 34,6 % de los habitantes del valle, mientras que el castellano lo es por el 63,1 % y el catalán por el 43,9 %.

### Conocimiento lingüístico
| Capacidad                                | Número de personas | Porcentaje |
| ---------------------------------------- | ------------------ | ---------- |
| Entiende                                 | 6712               | 88,88 %    |
| Habla                                    | 4700               | 62,24 %    |
| Lee                                      | 4413               | 58,44 %    |
| Escribe                                  | 2016               | 26,69 %    |
| Fuente: IDESCAT, Cens lingüístic de 2001 |                    |            |

El Valle de Arán es el territorio de lengua occitana donde esta es más viva y conocida entre la población. Si en el conjunto de la Occitania francesa el porcentaje de la población que sabe hablar la lengua occitana es de un 16 %, en el valle de Arán es del 62,2 %. Según el censo de 2001, referido a la población del valle:
- Un 26,9% declara saber escribir aranés
- Un 58,4% declara saber leer aranés
- Un 62,2% declara saber hablar aranés
- Un 88,9% declara entender aranés aunque no lo hable

## Principales características evolutivas del gascón aranés
- la F latina pasa a h, FŎCUM > huec 'fuego'.
- la R sufre metátesis CAPRAM > craba - cabra.
- la N intervocálica desaparece: LŪNAM > lua - luna.
- la R inicial incorpora A: RIDĒRE > arrir - reír.
- la L final hace vocalismo en u: MEL > mèu - miel.
- la LL intervocálica hace r simple: ILLA > era - ella.
- la LL final pasa a th: CASTELLUM > castèth - castillo.

## Descripción lingüística

### Clasificación
Desde el punto de vista filogenético el aranés es una variedad gascona del occitano. Eso se refleja en numerosas características fonológicas y gramaticales que lo acercan al gascón y lo alejan del occitano estándar.

### Fonología
Entre las características que definen el aranés dentro del occitano se encuentran los siguientes rasgos típicamente gascones:
- La F- inicial latina pasa a /h-/: FENESTRA > hièstra 'ventana'
- Pérdida de la -N- intervocálica:

Pera hièstra deth graèr que podem veir era lua de gèr (aranés)
Per la finestra del graner podem veure la lluna de gener (catalán)
'Por la ventana del granero podemos ver la luna de enero'
- Desarrollo de a- protética ante /r/ inicial:

Er arrat que minge er arradim que nade laguens der arriu (aranés)
La rata que menja el raïm que neda dins el riu (catalán)
'La rata que come las uvas nada dentro del río'
- Paso de LL- a -th en posición final y a -r- en posición media: aqueth audèth (aranés), 'ese pájaro', aquell ocell (catalán).
- Vocalización de -L final a [u]: sau (aranés) 'sal'; ostau (aranés) 'casa'; mèu (aranés) 'miel'.